# Acacia drewiana
Acacia drewiana é uma espécie de leguminosa do gênero Acacia, pertencente à família Fabaceae.